# Pierwotny rynek dzieł sztuki w Polsce
Pierwotny rynek dzieł sztuki w Polsce
Kiedyś rozróżnienie pomiędzy rynkiem pierwotnym a rynkiem wtórnym dzieł sztuki w Polsce było proste. Galerie wprowadzały na rynek dzieła bezpośrednio z pracowni artystów oferując je kolekcjonerom – rynek pierwotny, a kolekcjonerzy lub inni ich posiadacze sprzedawali prace ze zbiorów własnych w domach aukcyjnych lub antykwariatach. Obecnie różnice te się zacierają. Domy aukcyjne nabierają cech galerii pozyskując prace od młodych artystów i oferując je na aukcjach, np. Aukcjach Młodej Sztuki, natomiast galerie wolą odkupić dzieło od kolekcjonera i dalej nim obracać, niż obserwować jak obraca nim dom aukcyjny czy antykwariat.
Rynek pierwotny dzieł sztuki to część rynku sztuki, na której następuje wymiana handlowa – sprzedaż dzieł sztuki, które wytworzyli artyści związani umowami cywilnoprawnym z galeriami sztuki, które ich reprezentują. Sprzedaż dzieł sztuki na rynku pierwotnym w Polsce realizowana jest przez galerzystów, pierwotnym nabywcom, tak instytucjom, np. muzeom, jak i osobom prywatnym, np. kolekcjonerom, odbywa się za pośrednictwem instytucji komercyjnych – galerii sztuki o różnej, przewidzianej obowiązującymi przepisami strukturze organizacyjno-prawnej. Przedmiotem transakcji na rynku pierwotnym są dzieła sztuki w przypadku, których transakcja kupna-sprzedaży odbywa się po raz pierwszy.
W Polsce podział wpływów z uzyskanej ceny za dzieło sztuki realizowany jest zwyczajowo w stosunku 50%/50% – połowa kwoty dla artysty, połowa dla galerii. W szczególnych przypadkach podział ten następuje po odliczeniu kosztów związanych z wytworzeniem dzieła. Podział taki wynika z faktu, że umowy, które galerie sztuki podpisują z artystami, przewidują ponoszenie przez nie wszystkich kosztów związanych z promocją artysty i jego dzieł oraz często związanych z realizacją zadań twórczych artysty, w zamian za wyłączne jego reprezentowanie i wyłączną sprzedaż dzieł wytworzonych przez tego artystę.

## Funkcje pierwotnego rynku dzieł sztuki w Polsce
- ekonomiczna – inwestycyjna oraz alokacyjna kapitału,

- rozwojowa – zapewnia możliwości rozwojowe młodym artystom – umowa wyłączności i wyłączna reprezentacja artysty przez galerię sztuki umożliwia artystom poświęcenie się realizowaniu zadań twórczych oraz rozwojowi osobistemu,

- promocyjna – komercyjne galerie sztuki jako instytucje kultury związane najczęściej z artystami żyjącymi, przez swoje działania promocyjne, często o zasięgu międzynarodowym promują kulturę i sztukę polską,

## Historia

### Przełom XIX i XX wieku
Prekursorem i inicjatorem postrzeganego z dzisiejszej perspektywy pierwotnego rynku sztuki w Polsce był polski kolekcjoner Aleksander Krywult, założyciel salonu sztuki w Warszawie, istniejącego w latach 1880–1906. Nikt przed nim w stolicy nie prowadził działalność tego rodzaju. W pierwszych wystawach Salonu Krywulta uczestniczyli m.in. Józef Chełmoński, Maksymilian Gierymski i Julian Fałat.
„W przeciwieństwie do konserwatywnego Towarzystwa Zachęty Sztuk Pięknych Salon Krywulta wystawiał dzieła artystów – zwolenników modernistycznych kierunków w sztuce, jak Kazimierz Stabrowski, Witold Wojtkiewicz, Władysław Podkowiński, Stanisław Wyspiański, Józef Pankiewicz i Olga Boznańska, a także artystów zagranicznych, jak Edvard Munch, Gustave Moreau, Max Klinger, Odilon Redon, Arnold Böcklin i James Whistler. Na jego wystawach warszawska publiczność mogła po raz pierwszy zobaczyć dzieła impresjonistów francuskich”.

### Dwudziestolecie międzywojenne
Po odzyskaniu niepodległości przez Polskę w 1918 roku wraz z rozwojem życia artystycznego w całym kraju dynamicznie funkcjonowały salony sztuki i antykwariaty, obok handlu antykami zajmowały się również sprzedażą sztuki współczesnej. Na przykładzie miasta Poznania można wymienić kilka przedsięwzięć, które z dzisiejszej perspektywy można nazwać pierwotnym rynkiem dzieł sztuki w międzywojennej Polsce.
Działające w Poznaniu od przełomu roku 1920 i 1921 Stowarzyszenie Artystów Plastyków „Świt”, po kilku miesiącach swej działalności, w ścisłym centrum miasta założyło salon sprzedaży obrazów. W kwietniu 1921 roku odbył się wernisaż i otwarcie dla publiczności. Co ważne, było to miejsce związane wyłącznie z handlem sztuką współczesną, ponieważ SAP Świt miało swój drugi salon zlokalizowany w Ogrodzie Zoologicznym w Poznaniu, który to salon służył jako miejsce ekspozycyjne. Celem powołania salonu sprzedaży, otwartego przy jednej z głównych ulic miasta, było umożliwienie nabycia dzieł artystycznych „bezpośrednio z rąk samych twórców, unikając przy tym pośrednictwa osób trzecich, które bardzo często nie mają nic wspólnego ze sztuką” jak stanowi cytat z opracowania Grupy artystów plastyków „Świt” M. Bryla. Na początku swej działalności salon wystawiał prace członków stowarzyszenia, niebawem innych artystów z całej Polski: Apoloniusza Kędzierskiego, Edwarda Trojanowskiego, Teodora Axentowicza, Jana Rubczaka, Feliksa Jabłczyńskiego, Leona Wyczółkowskiego, Józefa Pankiewicza i wielu innych. Choć nie przetrwał długo, ten ciekawy przykład samostanowienia artystów o sposobie dystrybucji ich dzieł wydaje się być bardzo bliski współczesnym modelom podobnych przedsięwzięć. Kolejnym, wartym wymieniania, były salon Aux Bibelots Anciens kierowany przez Stefana Sonnewenda, gdzie obok innych artystów wystawiał i sprzedawał on swoje prace. Następnym, księgarnia pod nazwą „A. Cybulski”, słynąca ze sprzedaży nut, śpiwników i wydawnictw teatralnych, oferowała również „oryginalne obrazy” głównie artystów krakowskich i poznańskich, między innymi: Aleksandra Augustynowicza, Teodora Axentowicza, Juliana Fałata, Stefana Filipkiewicza, Teodora Grotta, Juliusza Kossaka, Jacka Malczewskiego, Jana Styki, Feliksa Wygrzywalskiego. W roku 1922 otwarto w tej księgarni Wielkopolski Salon Sztuki, które już nie tylko miał być przedsięwzięciem handlowym, ale miał „promieniować światłem miłości dla prawdziwej, wielkiej sztuki” na całą Wielkopolskę. Obok wymienionych, w Poznaniu było zlokalizowanych jeszcze kilka znaczących galerii – salonów sztuki prowadzących sprzedaż dzieł pozyskanych bezpośrednio od artystów, które funkcjonowały do wybuchu II wojny światowej w 1939 roku.

### Współczesność
W warunkach powojennej Polski, w której komunistyczne władze zakazały działalności wolnorynkowej, pierwszą instytucją zajmującą się handlem dziełami sztuki było utworzone w roku 1950 przedsiębiorstwo państwowe Desa. Zajmowało się przede wszystkim handlem antykami, obok którego prowadziło również salony poświęcone sztuce najnowszej. W latach 70. pod nazwą Przedsiębiorstwo Handlu Zagranicznego Desa uczestniczyło na targach sztuki Art Basel oferując prace mi. Henryka Stażewskiego i Edwarda Krasińskiego.
W latach 60., 70. i 80. sporadycznie pojawiały się kameralne galerie zwane wówczas autorskim lub niezależnymi. Opatrzone aurą elitarności ich drzwi były otwarte raczej dla wtajemniczonych. Można w nich było oglądać sztukę nowoczesną, obcować z nią, ale niestety nie kupować.
Na przełomie lat 70. i 80. zaczęły powstawać pierwsze prywatne inicjatywy związane z handlem działami sztuki współczesnej, jak galeria Piotra Nowickiego otwarta w Warszawie w 1977 roku. Ich powoływanie było jednak bardziej efektem państwowych ograniczeń w dziedzinie handlu antykami niż zamierzoną chęcią handlu sztuką współczesną. Generalnie działalność tych galerii sprowadzała się do handlu i była daleka od funkcji galerii dzieł sztuki. Taki stan rzeczy trwał do lat 90. Najważniejszym wyjątkiem w tym krajobrazie była założona w roku 1985, w Krakowie Galeria Zderzak. Pierwsza prywatna galeria sztuki w Polsce z progresywnym programem reprezentującym najlepszych artystów młodego pokolenia i próbująca budować dla nich rynek. To z niej wystawiali między innymi członkowie Gruppy – Sobczyk, Grzyb, Modzelewski. Największym osiągnięciem tej instytucji okazało się przywrócenie do obiegu twórczości nieżyjącego od 40 lat artystę malarza Andrzeja Wróblewskiego. Inną, wartą przywołana galerią z tego okresu jest powołana nieco później, w roku 1989 Starmach Gallery z Krakowa – Galeria Starmacha, której pierwszą rynkową gwiazdą stał się Jerzy Nowosielski.
Z końcem lat 90. XX w. i początkiem wieku XXI otwiera się nowy rozdział polskiego rynku pierwotnego dzieł sztuki – rynku galeryjnego, kreującego publiczność, docierającego ze sztuką nowoczesną nie tylko do kolekcjonerów krajowych, ale dzięki obecności na najważniejszych targach sztuki, oferującego polską sztukę współczesną kolekcjonerom zagranicznym – Zachodowi. Obok pojawiających się i znikających w tym czasie wielu galerii sztuki, w 1997 roku przy Galerii Foksal w Warszawie powołana została Fundacja Galerii Foksal, która najpierw jako jednostka pomocnicza dla legendarnej galerii w 2001 roku przekształciła się w galerię komercyjną – chyba najważniejszą polska galerię sztuki współczesnej. Dzięki charyzmatycznemu zespołowi młodych kuratorów, mających ogromne doświadczenie nie tylko z polską, ale i światową sztuką nowoczesną od roku 2002, FGF jako pierwsza uczestniczyła w zagranicznych targach sztuki, między innymi w niemieckich Art Forum czy szwajcarskich Liste Art Fair, a już w 2003 r. debiutowała na najważniejszych targach sztuki na świecie Art Basel, promując polską sztukę współczesną i „otwierając drogę kolejnym galeriom z Polski, ale zrywając też ostatecznie żelazną kurtynę dzielącą sztukę zachodniej i wschodniej Europy”. Z sukcesem reprezentowali najważniejszych polskich artystów. Działalność FGF stała się modelowa dla innych polskich i wschodnioeuropejskich galerii sztuki.
Związana ze środowiskiem FGF i inspirowana jej działalnością, wiosną 2001 roku powołana została w Warszawie równie ważna i wytaczająca nowe kierunki Galeria Raster. Przedsięwzięcie to niejako wyewoluowało ze związanego ze sztuką i rynkiem sztuki magazynu „Raster”, obecnego w przestrzeni publicznej od połowy lat 90. Galeria Raster w odróżnieniu od międzynarodowej działalności FGF zaczynała z nastawieniem na bardziej lokalne środowiska. Różnice między tymi galeriami wyostrzyły się w 2002 roku, kiedy Raster zorganizował artystyczny kiermasz, pierwszą w Polsce edycję Targów Taniej Sztuki, których celem było nie tylko upowszechnianie sztuki, ale i kreowanie dla niej nowej publiczności. Działalność ta nie kolidowała z pojawieniem się od 2004 roku galerii Raster na targach sztuki w Bazylei. Historycznie swoją działalność Raster rozpoczęła od wystaw indywidualnych Wilhelma Sasnala, Marcina Maciejowskiego, Rafała Bujnowskiego – dawnych członków krakowskiej Grupy Ładnie.
Od 2004 roku powszechnie zaczęły powstawać w Polsce nowoczesne i profesjonalne galerie sztuki z nowymi pomysłami programowymi. Można by przedstawić ich listę jednak, dzięki swej kreatywności i przedsiębiorczości oraz dzięki nowoczesnym technologiom są naprawdę łatwe do odszukania. W kontekście ogólnopolskiego boomu galeryjnego warto jednak zwrócić uwagę na przykład trzech ważnych galerii tamtych czasów, pierwotnie wywodzących się z Poznania – galerii Pies, galerii Starter i galerii Stereo – finalnie osiadłych w Warszawie. Ich przykład pozwala ukuć generalne stwierdzenie, że rynek galeryjny – rynek pierwotny dzieł sztuki w Polsce jest zakorzeniony i zlokalizowany w Warszawie. Potwierdzeniem i wyrazem tego zjawiska wydaje się być bodaj najważniejsza polska impreza związana z rynkiem sztuki nowoczesnej, powołana w 2011 roku z inicjatywy kilkunastu warszawskich galerii sztuki Warsaw Gallery Weekend. Cykliczny udział w WGW najważniejszych galerii ze wszystkich miast Polski świadczy o ponadlokalnym znaczeniu nie tylko tej imprezy, ale i miasta dla ogólnokrajowego rynku sztuki, w którym impreza ta się odbywa.